# Tyvens søn
Tyvens søn (originaltitel The Steadfast Heart) er en amerikansk stumfilm fra 1923 af Sheridan Hall.

## Medvirkende
- Marguerite Courtot som Lydia Canfield
- Miriam Battista as Lydia Canfield
- Joseph Striker som Angus Burke
- Joseph Depew som Angus Burke
- Hugh Huntley som Malcolm Crane